# Tvärtjärnen, Ångermanland
Tvärtjärnen är en sjö i Sollefteå kommun i Ångermanland och ingår i Ångermanälvens huvudavrinningsområde. Sjön har en area på 0,0839 kvadratkilometer och ligger 223,1 meter över havet.

## Delavrinningsområde
Tvärtjärnen ingår i det delavrinningsområde (702034-157498) som SMHI kallar för Inloppet i Långsjön. Medelhöjden är 256 meter över havet och ytan är 9,69 kvadratkilometer. Det finns inga avrinningsområden uppströms utan avrinningsområdet är högsta punkten. Vattendraget som avvattnar avrinningsområdet har biflödesordning 3, vilket innebär att vattnet flödar genom totalt 3 vattendrag innan det når havet efter 51 kilometer. Avrinningsområdet består mestadels av skog (80 procent). Avrinningsområdet har 0,88 kvadratkilometer vattenytor vilket ger det en sjöprocent på 9,1 procent.